# خلف (ميانة)
خلف هي قرية في مقاطعة ميانة، إيران. يقدر عدد سكانها بـ 75 نسمة بحسب إحصاء 2016.